# Costoboci

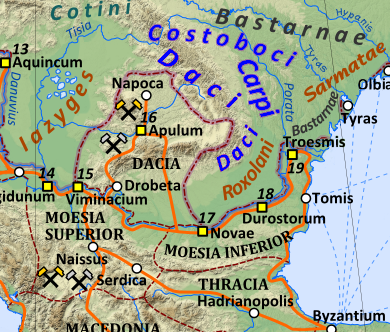
Hartă a provinciei Dacia Romană în care Costobocii apar în nord-est

Costobocii (variante latine: Costobocae, Coisstoboci sau Castabocae; greacă veche Κοστοβῶκοι sau Κοστουβῶκοι sau Κοιστοβῶκοι) (numiți și Koistobokoi, Coisstobocensis) au fost un trib dacic situat în nordul Daciei, Moldovei și în Basarabia (între Prut și Nistru) până în sudul Galiției (Polonia). Ei au locuit în zona Carpaților nordici și au rămas independenți până la sfârșitul secolului II d.Ch., ca și alte triburi geto-dacice.

## Origine
Costobocii aparțin marii grupe tracice și sunt traci în aceeași măsură ca și geto-dacii. Numele tribului este important din punct de vedere lingvistic și istoric, putându-se face comparație cu marea familie indo-europeană. 

Atestați de Ptolemeu printre cele 15 triburi dace, costobocii au apărut distinct in istorie după cucerirea Daciei de către romani, ca fiind un trib aparținând așa-zișilor „daci liberi” (necuceriți de romani). 

Majoritatea istoricilor au argumentat originea dacă a costobocilor, dar unii consideră că originea acestui trib din nordul Daciei Romane este incertă. Există și opinii privind o origine germanică/gotică, sau o origine sarmato-scitică sau o origine slavă. Caracterul traco-dacic al costobocilor este sigur și după Mullenhoff, care afirmă că costobocii nu sunt slavi deoarece în acea perioadă (sec. II e.n.) slavii nu se aflau în acea zonă.

## Entități

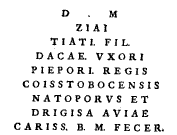
O inscripţie în Roma dedicată lui Zia, soția lui Pieporus, regele Costobocilor

Costobocii sunt creatori culturii Lipița, o cultură atestată arheologic care este prin excelență dacică.
O inscripție descoperită la Roma (Muratori 1039) atestă și un rege numit Pieporis al acestui trib dacic.
„D. M. Ziai Tiati fil. Dacae uxori Piepori regis Coisstobocensis Natoporus et Drilgisa aviae cariss. b. m. fecer”. 

În Dacia Romană, orașele asociate cu costobocii și regele lor Pieporis par să fi fost Piroboridava (capitală), Tamasidava, Utidava, Trifulon, etc.
Interpretând hărțile lui Ptolemeu, G. Schutte, arată că au existat la un moment dat două triburi diferite de daci costoboci: costobocii „transmontanoi” (extremitatea nordică a Carpaților, locuitori ai orașului Setidava) și costobocii din Dacia Romană. Atributul transmontan a fost adăugat de Ptolemeu tocmai pentru a diferenția geografic cele două grupuri de costoboci. În Getica, Vasile Pârvan a admis și el această interpretare.
Un alt nume asociat cu un rege costoboc este Bithoporus. Pieporus, Natoporus și Bithoporus sunt nume daco-trace.

## Localizare
Teritoriul ocupat de costoboci nu se poate stabili cu precizie, iar părerile savanților sunt împărțite, fapt datorat informațiilor geografului Ptolemeu, care în cartea III, 8, 3, situează teritoriul costobocilor „dans la Dacie d’avant la conquete romaine” și în cartea III, 5, 9, acesta este plasat „dans la Sarmatie européenne”. 

Majoritatea cercetătorilor, printre care și K. Mullenhoff, H. Kiepert, R. Much, L. Schmid, sunt de părere că teritoriul ocupat de costoboci este cel de lângă râul Mureș și pe cursul superior al Tisei. 

Theodor Mommsen îi situa mai la sud, în zona de NE a Mării Negre.

### Istorie

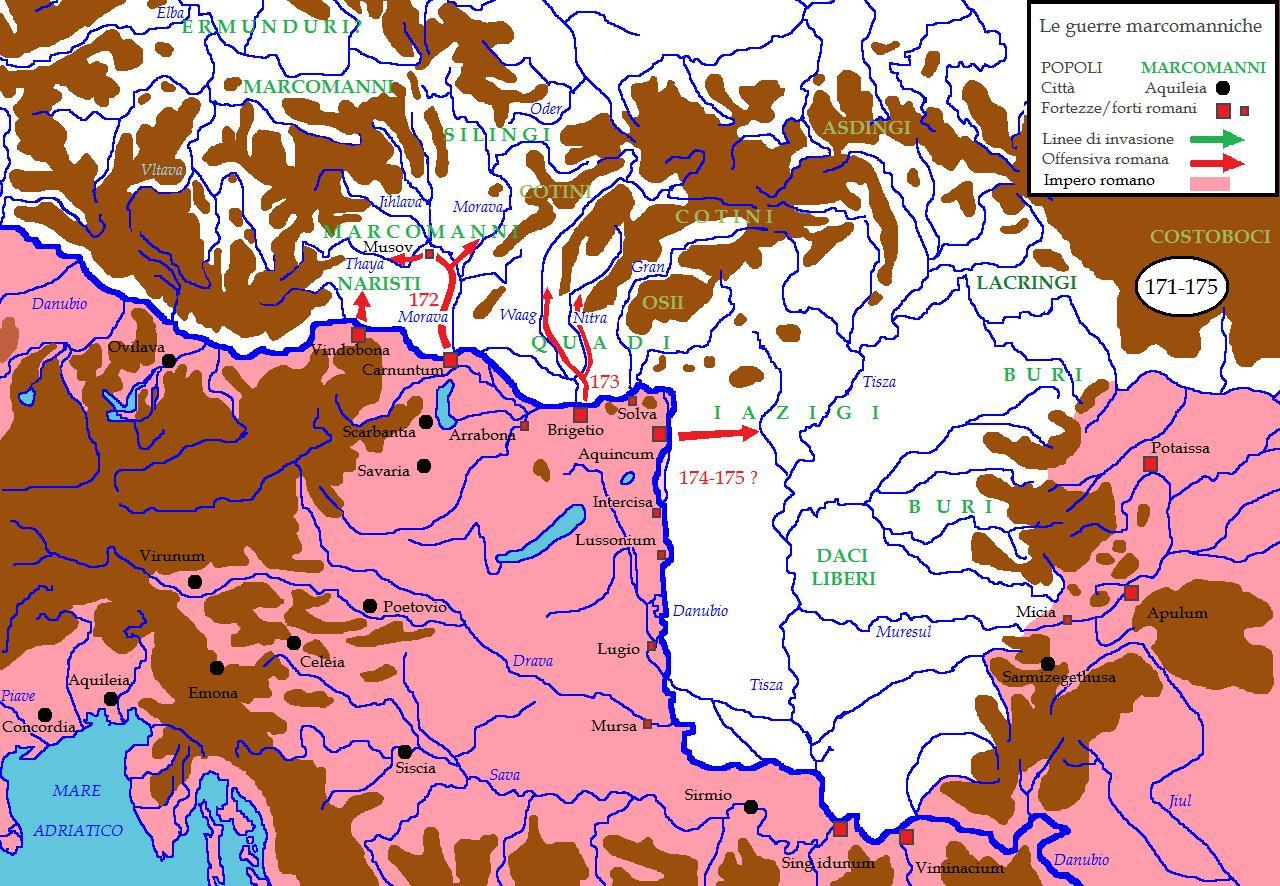
Contra-ofensivă romană peste Dunăre

Potrivit lui Julius Capitolinus (Bell. Marcom XXII) costobocii au luptat împotriva imperiului roman în primul război Marcomanic 166-172 e.n., alături de alte triburi dace biessoi și sabokoi. 

Istoria Augusta vorbește despre o mare coaliție antiromană a populațiilor barbare de la frontierele Daciei romane și Moesiei Inferior, cuprinzând triburi sarmate, germanice (marcomani) și geto-dace. Între 170-171 e.n., pe vremea lui Marcus Aurelius, costobocii aliați cu bastarnii și sarmații, traversează Dunărea, pustiind Moesia, Tracia, Macedonia, ajungând până în Attica și distrugând templul Eleusis.

Un incident din 172 relatat de Dio Cassius dintre vandalii asdingi, dacii costoboci și romani exemplifică cel mai bine istoria de la granița Daciei Romane a acelor vremuri. 
- În 172 e.n., după ce au fost învinși in raidurile lor din 170-171 de trupele romane, costobocii nu mai constituiau o forță importantă. La acel moment, Cornelius Clemens, guvernatorul Daciei (recunoscut pentru calitățile sale de a exploata rivalitățile dintre triburile vecine Daciei), a reușit să dirijeze migrația triburilor Vandale ale asdingilor și lacringilor către teritoriul costobocilor. Apoi, i-a convins pe costoboci să atace invadatorii vandali  promițându-le ajutorul romanilor și subsidii romane.
. Asdingii au fost la inceput victorioși. Atunci, Clemens i-a convins pe lacringi să-i atace și totodată i-a incurajat și pe inițial învinșii costoboci să se ridice la luptă și să încheie o alianță cu lacringii. Când costobocii au invins în acest plănuit “război civil”, Marcus i-a încurajat să devină loiali aliaților romani prin daruri generoase de pamant și bani. Ei s-au dovedit aliați loiali in al doilea razboi al romanilor împotriva marcomanilor.[22]

Ca rezultat, potrivit lui Dio Cassius, în 180 e.n., un număr de 18.000 daci independenți au fost primiți in Dacia Romană, probabil întemeind orașele Piroboridava și Tamasidava, ale căror nume arată o origine dacică mai târzie.